# Varanus yuwonoi
Espèce
Statut CITES
Le Varan de Yuwono, Varanus yuwonoi, est une espèce de sauriens de la famille des Varanidae.

## Répartition
Cette espèce est endémique de l'île d'Halmahera dans les Moluques en Indonésie.

## Publication originale
- Harvey & Barker, 1998 : A new species of blue-tailed monitor lizard (genus Varanus) from Halmahera Island, Indonesia. Herpetologica, vol. 54, n. 1, p. 34-44.